# Grabin (gmina)
Grabin (1945–46 Grebin) – dawna gmina wiejska istniejąca w latach 1945–1954 w woj. śląskim i woj. opolskim (dzisiejsze woj. opolskie). Siedzibą władz gminy był Grabin.
Gmina zbiorowa Grebin powstała po II wojnie światowej (w grudniu 1945) w powiecie niemodlińskim na terenie tzw. Ziem Odzyskanych (tzw. I okręg administracyjny – Śląsk Opolski), powierzonym 18 marca 1945 administracji wojewody śląskiego, a z dniem 28 czerwca 1946 przyłączonym do woj. śląskiego (śląsko-dąbrowskiego).
Według stanu z 1 stycznia 1946 gmina składała się z 9 gromad: Grebin, Brzęskowice, Jakubowice, Jazowice, Klucznik, Młynarzowice, Rożkowice, Sobiszowice i Słoneczna. 6 lipca 1950 zmieniono nazwę woj. śląskiego na katowickie; równocześnie gmina Grabin wraz z całym powiatem niemodlińskim weszła w skład nowo utworzonego woj. opolskiego.
Według stanu z 1 lipca 1952 gmina składała się z 9 gromad: Brzęczkowice, Grabin, Jaczowice, Jakubowice, Klucznik, Krasna Góra, Maleszowice Wielkie, Piotrowa i Roszkowice. Gmina została zniesiona 29 września 1954 wraz z reformą wprowadzającą gromady w miejsce gmin. Jednostki nie przywrócono 1 stycznia 1973 wraz z kolejną reformą reaktywującą gminy.